# Partido Nacional Fascista (Argentina)
El Partido Nacional Fascista fue un partido político fascista argentino formado en 1923.

## Historia

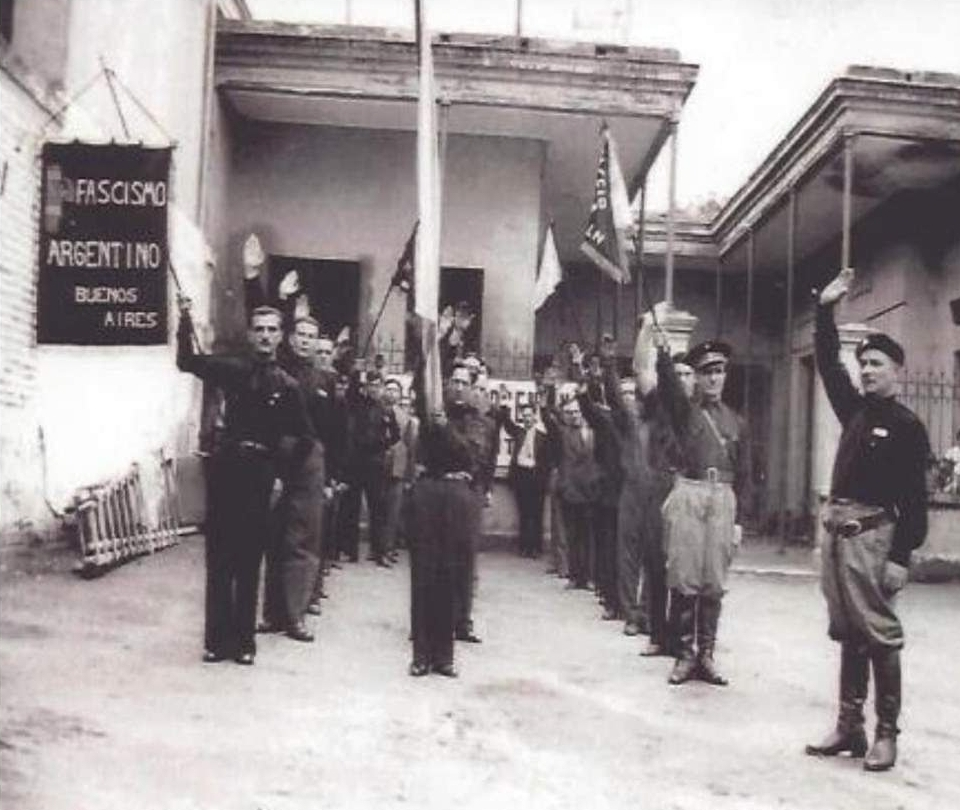
Militantes del PNFA

El Partido Nacional Fascista fue el primer partido fascista en Argentina, siendo fundado en 1923. La base para el surgimiento de este partido, así como de partidos similares en Europa, fue el debilitamiento del papel de la sociedad en el gobierno del país y las crisis económicas. En 1932, un grupo se separó del partido para formar el Partido Fascista  Argentino, que con el tiempo se convirtió en un movimiento de masas en la región de Córdoba.